# Antygen rakowo-płodowy
Antygen rakowopłodowy, antygen karcynoembrionalny (ang. carcino-embryonic antigen, CEA) – glikoproteina pochodzenia płodowego, wykrywana u płodu w prawidłowych tkankach jelita, trzustki oraz wątroby. Jego obecność w późniejszym okresie może świadczyć o nowotworze jelita grubego (najczęściej okrężnicy). Swoistość testów radioimmunologicznych, wykorzystywanych do jego wykrywania jest jednak niska i może świadczyć również zarówno o innych nowotworach (rak sutka, trzustki, szyjki macicy, jajnika oraz pęcherza moczowego), jak i innych schorzeniach (m.in. marskości wątroby oraz wrzodziejącego zapalenia jelita grubego). Obecność CEA odnotowuje się ponadto także u palaczy.